# Boeing 737 Next Generation
Boeing 737 Next Generation, často zkracováno jako 737NG, nebo 737 Next Gen, je serie dopravního letounu Boeing 737 s variantami −600/-700/-800/-900. Jedná se o třetí generaci modelu 737 a navazuje na sérii 737 Classic (−300/-400/-500), která se začala vyrábět v 80. letech. Jde opět o úzkotrupý dopravní letoun určený pro krátké a střední tratě poháněný dvěma proudovými motory. Výroba řady 737NG probíhala od roku 1996 do roku 2019 v Boeing Commercial Airplanes, zahrnuje čtyři varianty a může pojmout 110 až 210 cestujících.
Oficiálně byl vývoj modelu 737NG zahájen v roce 1993. Jde o vylepšenou verzi předchozích modelů řady 737 Classic s přepracovaným křídlem, které má větší plochu, rozpětí a větší kapacitu paliva. Je vybaven motory řady CFM56-7, skleněným kokpitem a nabízí vylepšené a přepracované konfigurace interiéru. Lepší výkony a schopnosti oproti předchůdci zahrnují větší dolet, větší kapacitu (u největších variant) a dostupnou vyšší maximální vzletovou hmotnost (MTOW).
K 31. květnu 2019 bylo celkem objednáno 7 097 letounů 737NG, ze kterých bylo dodáno 7 031 ks. Zbylé objednávky zahrnují varianty -700 BBJ, -800, -800 BBJ a -900ER. Nejběžnější variantou je -800, které bylo dodáno více než 5 000 ks k roku 2019 a je nejrozšířenějším úzkotrupým letadlem na světě. Hlavním konkurentem pro typ 737NG je rodina letounů Airbus A320. Vylepšená verze s novými motory – řada Boeing 737 MAX – má 737NG nahradit, přičemž první B737 MAX byl dodán v roce 2017.

## Specifikace
| Varianta                                                  | 737-600 | 737-700 | 737-800 | 737-900ER |
| --------------------------------------------------------- | --- | --- | --- | --- |
| Posádka kokpitu                                           | Dva | Dva | Dva | Dva |
| 2 třídy:s.56–62                                           | 108 (8F@36" 100Y@32") | 128 (8F@36" 120Y@32") | 160 (12F@36" 148Y@32") | 177 (12F@36" 165Y@32") |
| 1 třída:s.56–62                                           | 123 @32" - 130 @ 30" | 140 @32" - 148 @ 30" | 175 @32" - 184 @ 30" | 177 @32" - 215 @ 28" |
| Exit Limit                                                | 149 | 149 | 189 | 220 |
| Šířka sedadel:s.67                                        | 1. třída: 22in / 56 cm; Ekonomická: 17in / 43 cm                                                                                                | 1. třída: 22in / 56 cm; Ekonomická: 17in / 43 cm                                                                                                | 1. třída: 22in / 56 cm; Ekonomická: 17in / 43 cm                                                                                                | 1. třída: 22in / 56 cm; Ekonomická: 17in / 43 cm                                                                                                |
| Délka:s.34–41                                             | 102 ft 6 in / 31,24 m | 110 ft 4 in / 33,63 m | 129 ft 6 in / 39,47 m | 138 ft 2 in / 42,11 m |
| Výška:s.34–41                                             | 41 ft 3 in / 12,57 m | 41 ft 3 in / 12,57 m | 41 ft 2 in / 12,55 m | 41 ft 2 in / 12,55 m |
| Křídlo                                                    | Rozpětí: 112 ft 7 in / 34,32 m, s winglety: 117 ft 5in / 35,79m;:s.34–41 Plocha: 124,60 square metre (1 341,2 sq ft); Šípovitost: 25°; AR: 9.44 | Rozpětí: 112 ft 7 in / 34,32 m, s winglety: 117 ft 5in / 35,79m;:s.34–41 Plocha: 124,60 square metre (1 341,2 sq ft); Šípovitost: 25°; AR: 9.44 | Rozpětí: 112 ft 7 in / 34,32 m, s winglety: 117 ft 5in / 35,79m;:s.34–41 Plocha: 124,60 square metre (1 341,2 sq ft); Šípovitost: 25°; AR: 9.44 | Rozpětí: 112 ft 7 in / 34,32 m, s winglety: 117 ft 5in / 35,79m;:s.34–41 Plocha: 124,60 square metre (1 341,2 sq ft); Šípovitost: 25°; AR: 9.44 |
| Trup:s.67                                                 | Šířka: 12 stop 4 inches (3,76 m); Šířka kabiny: 11 stop 7 inches (3,53 m); Výška kabiny: 86,6 inches (2,20 m)                                   | Šířka: 12 stop 4 inches (3,76 m); Šířka kabiny: 11 stop 7 inches (3,53 m); Výška kabiny: 86,6 inches (2,20 m)                                   | Šířka: 12 stop 4 inches (3,76 m); Šířka kabiny: 11 stop 7 inches (3,53 m); Výška kabiny: 86,6 inches (2,20 m)                                   | Šířka: 12 stop 4 inches (3,76 m); Šířka kabiny: 11 stop 7 inches (3,53 m); Výška kabiny: 86,6 inches (2,20 m)                                   |
| OEW:s.21–24                                               | 80 200 lb / 36 378 kg | 83 000 lb / 37 648 kg | 91 300 lb / 41 413 kg | 98 495 lb / 44 677 kg |
| MLW:s.21–24                                               | 121 500 lb / 55 111 kg | 129 200 lb / 58 604 kg | 146 300 lb / 66 361 kg | 157 300 lb / 71 350 kg |
| MTOW:s.21–24                                              | 144 500 lb / 65 544 kg | 154 500 lb / 70 080 kg | 174 200 lb / 79 016 kg | 187 700 lb / 85 139 kg |
| Kapacita paliva :s.21–24                                  | 6 875 US gal / 26 022 L | 6 875 US gal / 26 022 L | 6 875 US gal / 26 022 L | 7 837 US gal / 29 666 Ldvě přídavné nádrže |
| Cargo:s.21–24                                             | 720 ft³ / 20,4 m³ | 966 ft³ / 27,4 m³ | 1 555 ft³ / 44,1 m³ | 1 826 ft³ / 51,7 m³ |
| Vzlet (MTOW, mořská hladina, ISA+20 °C)                   | 6 161 stop (1 878 m) | 6 699 stop (2 042 m) | 7 598 stop (2 316 m) | 9 800 stop (3 000 m):s.159 |
| Flight envelope                                           | 41,000 stop (12 m) Dostup, Mach 0,82 (542 kn; 1 005 km/h) MMo                                                                                   | 41,000 stop (12 m) Dostup, Mach 0,82 (542 kn; 1 005 km/h) MMo                                                                                   | 41,000 stop (12 m) Dostup, Mach 0,82 (542 kn; 1 005 km/h) MMo                                                                                   | 41,000 stop (12 m) Dostup, Mach 0,82 (542 kn; 1 005 km/h) MMo                                                                                   |
| Cestovní rychlost                                         | Mach 0,785 (519 kn; 962 km/h) | Mach 0,781 (517 kn; 957 km/h) | Mach 0,789 (522 kn; 967 km/h) | Mach 0,79 (523 kn; 968 km/h) |
| Dolet                                                     | 3,235 námořních mil (5,991 km) (110 pax) | 3,010 námořních mil (5,575 km) (126 pax) | 2,935 námořních mil (5,436 km) (162 pax) | 2,950 námořních mil (5,463 km) (178 pax) |
| Motory (× 2)                                              | CFM56-7B18/20/22:s.126–133 | CFM56-7B20/22/24/26/27:s.134–149 | CFM56-7B24/26/27:s.150–161 | CFM56-7B24/26/27:s.150–161 |
| Tah (× 2)                                                 | 20 000–22 000 pounds-force 89–98 kN :s.126–133                                                                                                  | 20 000–26 000 pounds-force 89–116 kN:s.134–149                                                                                                  | 24 000–27 000 pounds-force 110–120 kN:s.150–153                                                                                                 | 24 000–27 000 pounds-force 110–120 kN:s.154–161                                                                                                 |
| Max. tah při cest. rychlosti (35,000 ft – Mach 0.8 – ISA) | 5 960 pounds-force (26,5 kN) (stoupání) | 5 960 pounds-force (26,5 kN) (stoupání) | 5 960 pounds-force (26,5 kN) (stoupání) | 5 960 pounds-force (26,5 kN) (stoupání) |
| Rozměry motoru                                            | Průměr dmychadla: 61 inches (155 cm), délka: 103,50 inches (263 cm)                                                                             | Průměr dmychadla: 61 inches (155 cm), délka: 103,50 inches (263 cm)                                                                             | Průměr dmychadla: 61 inches (155 cm), délka: 103,50 inches (263 cm)                                                                             | Průměr dmychadla: 61 inches (155 cm), délka: 103,50 inches (263 cm)                                                                             |
| Engine ground clearance                                   | 18 in / 46 cm:s.44 | 18 in / 46 cm:s.44 | 19 in / 48 cm:s.45 | 19 in / 48 cm:s.45 |
| ICAO Typ                                                  | B736 | B737 | B738 | B739 |